# Крик, Фрэнсис
Фрэнсис Гарри Комптон Крик (англ. Francis Harry Compton Crick; 8 июня 1916, Нортгемптон, Англия, Великобритания — 28 июля 2004, Сан-Диего, Калифорния, США) — британский молекулярный биолог, биофизик и нейробиолог. Лауреат Нобелевской премии по физиологии и медицине 1962 года — совместно с Джеймсом Д. Уотсоном и Морисом Х. Ф. Уилкинсом с формулировкой «за открытия, касающиеся молекулярной структуры нуклеиновых кислот и их значения для передачи информации в живых системах».
В статье, опубликованной в журнале Nature в 1961 году, Крик с соавторами предположили четыре свойства генетического кода:
1. три азотистых основания (триплет) кодируют одну аминокислоту;
2. триплеты генетического кода не перекрываются;
3. последовательности триплетов считываются с определённой начальной точки, знаки препинания внутри кодирующей последовательности отсутствуют;
4. генетический код вырожден — одна аминокислота может быть закодирована разными триплетами.

Также Крик известен тем, что сформулировал центральную догму молекулярной биологии: генетическая информация передаётся в клетке в одну сторону, от ДНК к РНК, а затем к белку.
В течение оставшейся части своей карьеры, Крик занимал пост Дж. В. Кикхефера, выдающегося профессора и исследователя в Институте биологических исследований Солка в Ла-Холья, Калифорния. Его дальнейшие исследования были направлены на теоретическую нейробиологию. «Он редактировал рукопись на смертном одре, он оставался учёным до самого конца» — писал Кристоф Кох.

## Детство и образование
Отцом Фрэнсиса Крика был Гарри Крик (Harry Crick, 1887—1948), матерью — Энни Элизабет Крик (Annie Elizabeth Crick, девичья фамилия Уилкинс; 1879—1955). Фрэнсис Крик родился и воспитывался в Уэстон-Фэвелле (Weston Favell), затем в небольшой деревне около английского города Нортгемптона, где у его отца и дяди была обувная фабрика. Его дедушка, Уолтер Дробридж Крик (Walter Drawbridge Crick; 1857—1903), был биологом, геологом и палеонтологом. Он написал обзоры об одноклеточных раковинных организмах — фораминиферах и о двух видах гастропод. У него также было несколько совместных публикаций с Чарльзом Дарвином.
Ещё в раннем возрасте Фрэнсис заинтересовался естественными науками, он любил читать научно-популярную литературу. В детстве родители часто ходили с Фрэнсисом в церковь. В двенадцать лет он отказался посещать церковь и молиться. Свой поступок он объяснил тем, что только развитие науки поможет найти ответы на все вопросы, а религиозная вера — нет.
Его дядя, Уолтер Крик (Walter Crick), жил в небольшом доме на южной стороне Абингтон-авеню (Abington Avenue). Рядом с домом был небольшой сарай, где Уолтер учил Крика выдувать стекло, проводить химические эксперименты и делать фотоснимки. В восемь или девять лет Фрэнсис начал учиться в Нортгемптонской средней школе для мальчиков на Биллинг-роуд (Billing Road). Школа находилась приблизительно на расстоянии 1,25 мили от дома. Дорога проходила через Саут-Парк-авеню и через парк Абингтон, но Крик чаще всего добирался до школы на автобусе или на велосипеде. Его учительница — миссис Холдинг была учителем с большим энтузиазмом и проводила очень интересные уроки. Образование в старших классах никак не поддерживало интерес к науке. После 14 лет он продолжил обучение в школе Милл-Хилл (Mill Hill School) в Лондоне (со стипендией), где он изучил математику, физику и химию со своим лучшим другом Джоном Шилстоном (John Shilston). 7 июня 1933 года он получил премию Уолтера Нокса (Walter Knox Prize) по химии. Он отметил, что его вдохновляет качество обучения в Милл-Хилле.
В 21 год Крик получил учёную степень бакалавра в области физики в Университетском колледже Лондона. Тем не менее, Крик не получил место в Кембриджском колледже, возможно, из-за плохого знания латыни. Крик позже стал аспирантом и почётным членом колледжа Гонвилла и Киза (Gonville and Caius College) и работал в Кавендишской лаборатории и в Совете по медицинским исследованиям в Кембридже. Он был также почётным членом Колледжа Черчилл (Churchill College) и Университетского колледжа Лондона.
Для получения степени доктора Крик начал научно-исследовательскую работу по определению вязкости воды при высоких температурах (как он позже писал «самая неинтересная научная проблема») в лаборатории физика Эдварда Невил да Коста Андраде (Edward Neville da Costa Andrade) в Университетском колледже в Лондоне, но из-за начала Второй мировой войны (в частности во время Битвы за Британию бомба попала в крышу лаборатории и разрушила его экспериментальную установку) Крику пришлось временно забыть о возможной карьере физика. Однако на втором курсе аспирантуры его наградили почётной научной премией Кэри Фостер (Carey Foster Research Prize).
Во время Второй мировой войны он работал в научно-исследовательской лаборатории ВМС (в которой также работали и другие известные учёные, в том числе Дэвид Бэйтс (David Bates), Роберт Бойд (Robert Boyd), Джордж Дикон (George Deacon), Джон Ганн (John Gunn), Гарри Мэсси и Невилл Мотт. Крик занимался разработкой магнитных и акустических мин и участвовал в проектировании новых типов мин, остающихся невидимыми для немецких кораблей-тральщиков (корабли специального назначения для обнаружения и удаления препятствий в виде мин).

## Работа Крика в послевоенный период
В 1947 году Крик начал изучать биологию. Ему пришлось перейти от «элегантности и глубокого понимания» физики на «сложные химические механизмы, естественный отбор которых развивался в течение миллиардов лет». Крик писал, что для того чтобы перейти от физики к биологии, нужно «почти заново родиться». Крик объяснил свой переход тем, что физика уже и так достигла больших высот, необходимо было развитие биологических дисциплин. Крика очень воодушевляла эта мысль.
В послевоенное время Крик работал над изучением физических свойств цитоплазмы в Кембриджской лаборатории Стренджвейза (Cambridge’s Strangeways Laboratory), возглавляемой Хонор Бриджет Фелл (Honor Bridget Fell). Крик был стипендиатом Совета по медицинским исследованиям. Затем Макс Перуц и Джон Кендрю приняли его в Кавендишскую лабораторию. Руководителем лаборатории был сэр Лоренс Брэгг, который получил Нобелевскую премию в 1915 году в возрасте 25 лет. Брэгг стремился опередить ведущего американского химика Лайнуса Полинга в установлении структуры ДНК (ранее Полингу удалось установить альфа-спиральную структуру белка). Также Кавендишская лаборатория под руководством Брэгга активно конкурировала с Королевским колледжем в Лондоне, где отделением биофизики руководил сэр Джон Рэндалл (John Randall; Рэндалл не разрешил Фрэнсису Крику работать в Королевском колледже). Дружба Фрэнсиса Крика с Морисом Уилкинсом (Maurice Wilkins) в Кингс-колледже, безусловно, повлияла на их последующую научную работу.
Брат Фрэнсиса Энтони (родился в 1918 году) умер намного раньше Крика в 1966 году. Крик был женат дважды и был отцом троих детей. Впервые он женился в 1940 году на Рут Дорин Додд. У них родился сын Майкл Фрэнсис Комптон (Michael Francis Compton). Они развелись в 1947 году. Позже в 1949 году он женился на Одайл Спид, художнице, которая и изобразила спиралевидную структуру ДНК. У них было две дочери Габриель Энн (Gabrielle Anne) и Жаклин Мария-Тереза (Jacqueline Marie-Therese, позже Николс). Они прожили вместе до смерти Крика в 2004 году.

## Смерть
Фрэнсис Крик умер 28 июля 2004 года от рака толстого кишечника в возрасте 88 лет в больнице Торнтон при Калифорнийском университете в Сан-Диего в районе Ла-Холья. Он был кремирован, его пепел рассеяли над Тихим океаном. Траурная церемония состоялась 27 сентября 2004 года в институте Солка (Salk Institute). Её проводили Джеймс Уотсон, Сидни Бреннер, Алекс Рич (Alex Rich), Сеймур Бензер, Аарон Клуг, Кристоф Кох, Пат Чёрчленд, Вилейанур Рамачандрен, Томазо Поджо (Tomaso Poggio), Лесли Орджел, Терри Сейновски (Terry Sejnowski), его сын Майкл Крик и его младшая дочь Жаклин Николс.

## Научные исследования
Крик интересовался двумя основными нерешёнными проблемами в биологии: как молекулы позволяют осуществить переход от неживого к живому, и каким образом мозг осуществляет мышление. Он понимал, что его положения в научном обществе недостаточно для проведения серьёзных исследований во второй области, поэтому он приступил к решению первой проблемы. Крика также воодушевляли открытия Лайнуса Полинга и Эрвина Шрёдингера. Из учебников по биологии Крик уяснил, что ковалентные связи в биологических молекулах должны обеспечивать структурную стабильность, необходимую для сохранения генетической информации в клетках. Оставалось обратиться к экспериментальной биологии, чтобы понять, в каких именно молекулах заключается генетическая информация. По мнению Крика, теория Чарльза Дарвина об эволюции путём естественного отбора и открытие основ наследственности Грегором Менделем раскрыли тайну жизни. Крик считал, что уже скоро можно будет синтезировать жизнь в пробирке. Тем не менее, некоторые его коллеги (например, исследователь Эстер Ледерберг) считали взгляды Крика утопическими.
Также учёные предполагали, что некоторые макромолекулы, такие как белок, вероятно, могут быть генетическими молекулами. Также было хорошо известно, что белки — структурные и функциональные макромолекулы, некоторые из которых осуществляют ферментативные реакции в клетках. В 1940-е годы было показано, что другая молекула, ДНК, содержится в хромосомах и может отвечать за передачу наследственной информации. В 1944 году в эксперименте Эвери-Маклеода-Маккарти, Освальд Эвери с коллегами показали, что наследственные фенотипические различия у бактерий могут быть вызваны различающимися молекулами ДНК.
Однако другие учёные считали, что ДНК — это не более чем каркас для закрепления более интересных белковых молекул. Крик оказался в нужном месте в нужном настроении и в нужное время (1949 год) и присоединился к проекту Макса Перуца в Кембриджском университете, где он занялся рентгеноструктурным анализом белков. Рентгеноструктурный анализ теоретически предоставлял возможность выявить молекулярную структуру больших молекул, таких как белки и ДНК, но были и серьёзные технические проблемы, которые мешали использовать метод для исследования сложных молекул.

### 1949—1950
Крик изучал математические основы рентгеноструктурного анализа. В период изучения им дифракции рентгеновских лучей, исследователи в лаборатории Кембриджского университета пытались определить самую стабильную спиральную конформацию цепей аминокислот в белках (альфа-спираль). Лайнус Полинг был первым, кто определил, что на один оборот альфа-спирали в белке приходится 3,6 аминокислоты. Крик видел, какие ошибки делали сотрудники Кембриджского университета в своих неудачных попытках определить правильную молекулярную структуру альфа-спирали. Эти уроки помогли ему в будущем правильно установить структуру ДНК. Например, он узнал роль жёсткости структуры, понял, что двойные связи делают структуру более жёсткой, а двойные связи встречаются не только в белках, но и в ДНК.

### 1951—1953 гг., открытиеструктуры ДНК
В 1951 году вместе с Уильямом Кокраном и Владимиром Вандом Крик участвовал в развитии математической теории дифракции рентгеновских лучей на спиральной молекуле. Этот теоретический результат хорошо согласовался с рентгеновскими данными для белков в конформации альфа-спиралей. Теория дифракции рентгеновских лучей помогла впоследствии лучше понять структуру ДНК.
В конце 1951 г. Крик начал работать с Д. Уотсоном в Кавендишской лаборатории в Кембриджском университете. Успех принесла «фотография 51» — рентгенограмма ДНК, полученная Розалинд Франклин и её аспирантом Реймондом Гослингом (Raymond Gosling). Фотография была передана сотруднику лаборатории Морису Уилкинсу, Уотсон и Крик вместе разработали модель спиральной структуры ДНК. В 1953 году они опубликовали свои результаты. За эту и последующие работы Джеймс Уотсон, Фрэнсис Крик совместно с Морисом Уилкинсом в 1962 году получили Нобелевскую премию по физиологии и медицине..
В 1951 году, когда Джеймс Уотсон и Фрэнсис Крик начали совместную работу, Уотсон в свои 23 года уже защитил диссертацию, в то время как Крик был 35-летним аспирантом. Но их объединил интерес к вопросу о хранении генетической информации в молекулярной форме. Уотсон и Крик много размышляли о ДНК, о возможной подходящей модели структуры. Ключевую роль в разгадке структуры сыграла фотография, полученная Морисом Уилкинсом, Розалинд Франклин и аспирантом Раймондом Гослингом. В ноябре 1951 года Уилкинс поделился своими данными с Уотсоном и Криком. Александр Стокс (Alexander Stokes), другой специалист в теории дифракции, и Уилкинс (оба из Королевского колледжа в Лондоне) пришли к выводу, что данные по дифракции рентгеновских лучей для ДНК указывают на то, что молекула имеет спиральную структуру, но Франклин не соглашалась с этим выводом (этому поспособствовали её плохие отношения с Уилкинсом, она часто с ними спорила). По этим результатам в 1951 году Дж. Уотсон и Ф. Крик предложили и опубликовали модель структуры ДНК, которая оказалась ошибочной. Учёные хорошо понимали, что их главный конкурент, Лайнус Полинг, может опередить их открытие в любой момент. Их настораживал успех Полинга в открытии альфа-спирали белка, они опасались, что Полинг может также стать первым, кто определит правильную структуру ДНК.
Тот факт, что Полинг не смог первым определить структуру ДНК, впоследствии многие учёные объясняли тем, что он не поехал в Великобританию, как и планировал в мае 1952 г. Из-за его политической деятельности правительство США запретило ему выезжать за границу, поэтому он не посетил Великобританию и не встретился с исследователями ДНК в Англии. Поэтому Полинг продолжил заниматься белками. Официально Уотсон и Крик также не занимались исследованиями ДНК. Крик писал диссертацию; Уотсон занимался другой научной работой, например, пытался получить кристаллы миоглобина для рентгеновских дифракционных экспериментов. В 1952 году Уотсон получил рентгенограмму вируса табачной мозаики: результаты указывали, что вирус имел спиральную структуру. Потерпев неудачу в 1951 году, Уотсон и Крик неохотно продолжили поиск новой модели структуры ДНК, хотя некоторое время им не давали разрешения на эти исследования.
Неоспоримую роль в построении модели ДНК сыграло понимание Розалинд Франклин базовых законов химии: гидрофильные фосфат-содержащие группы нуклеотидной цепи ДНК должны быть расположены так, чтобы взаимодействовать с молекулами воды (то есть находиться на внешней стороне молекулы), в то время как гидрофобные азотистые основания должны быть обращены внутрь. Франклин поделилась своими соображениями с Уотсоном и Криком, тем самым она указала на главную ошибку предложенной ими модели в 1951 году.
Из-за плохих взаимоотношений у Уилкинса и Франклин не получалось работать вместе в направлении поиска молекулярной модели ДНК. Понимая это обстоятельство, Крик и Уотсон предприняли вторую попытку установить структуру. Для продолжения работы им потребовалось разрешение Уильяма Лоренса Брэгга и Уилкинса. Для построения новой модели ДНК Уотсон и Крик использовали информацию из неопубликованных рентгенограмм Франклин (эту рентгенограмму Уилкинс показал Уотсону, даже не спросив разрешения Франклин) и из её предварительных расчётов по рентгенограмме. Все эти данные были включены в письменный доклад о проделанной работе в лаборатории сэра Джона Рэндалла Королевского колледжа в конце 1952 года.
Почему Уотсон и Крик получили доступ к результатам Розалинды Франклин и не спросили у неё разрешение — это вопрос, который до сих пор является предметом дискуссий. Франклин не успела официально опубликовать результаты и расчёты по рентгенограмме. Однако Уотсон и Крик обнаружили ошибки в её утверждении, что спиральная структура — не единственно возможная форма ДНК. Кроме того, Макс Перуц показал Уотсону и Крику годовой отчёт Совета по медицинским исследованиям с обзором работ всех сотрудников, включая Р. Франклин. При этом Перуц утверждал, что в отчёте не было ничего такого, что Франклин сама не рассказала в своём выступлении (на котором присутствовал Уотсон) в конце 1951 года. Далее Перуц пояснил, что отчёт был на собрании Совета по медицинским исследованиям. Собрание же было организовано в целях «установления контакта между различными группами людей, работающих в Совете». Лаборатории Перуца и Рэндалла финансировались Советом по медицинским исследованиям.
Также до сих пор не ясно, насколько неопубликованные результаты Франклин повлияли на построение модели Уотсоном и Криком. Первые рентгенограммы ДНК были собраны в 1930 году Уильямом Астбери. Из них Астбери сделал вывод, что ДНК состоит из стопок нуклеотидов, расположенных на расстоянии 3,4 Å (0,34 нанометра) друг от друга. Эти результаты Франклин цитировала в своей первой работе по структуре ДНК. Анализ опубликованных результатов Астбери и рентгенограммы, собранные Уилкинсом и Франклин, обосновывали спиральную природу ДНК. По этим данным можно было предсказать количество азотистых оснований, сложенных в один ход спирали ДНК (10 оснований за ход; полный оборот спирали составляет 27 Å (2,7 нм) в компактной A-форме, 34 Å (3,4 нм) в более свободной B-форме). Уилкинс поделился этой информацией о B-форме ДНК с Криком и Уотсоном. Крик не видел рентгенограммы B-формы Франклин («Фото 51») до публикации модели двойной спирали ДНК (Уилкинс показал фотографию только Уотсону).
В своей работе Уотсон и Крик процитировали одну из немногих других моделей — модель Свена Ферберга (Sven Furberg), в которой также указывалось, что азотистые основания должны находиться внутри спирали. В результатах Ферберга также приводилась правильная ориентация сахара по отношению к основаниям. При построении модели Крик и Уотсон показали, что антипараллельная ориентация двух цепей нуклеотидов позволяет лучше сориентировать пары оснований в центре двойной спирали. Доступ Крика к работам Франклин в конце 1952 года, возможно, лишний раз подтвердил, что ДНК — двойная спираль с антипараллельными цепями, но были и другие цепочки рассуждений, которые также привели к этим же выводам.
В начале 1953 года Франклин сообщила о переходе из Королевского колледжа в Беркбек. Тогда же стало ясно, что поисками модели ДНК активно занимается Лайнус Полинг (в январе Уотсон привёз в Королевский колледж препринт статьи Поллинга, содержащий неверное предположение о структуре ДНК). Понимая все обстоятельства, Уилкинс и руководители лаборатории передали Уотсону и Крику рентгенограммы ДНК Франклин и результаты её расчётов. Эти экспериментальные данные были очень важны для определения структуры ДНК. Ключевая проблема для Уотсона и Крика, которую необходимо было разгадать, была пониманием того, каким же образом нуклеотидные основания образуют ядро двойной спирали.
Другими подсказками к открытию правильной структуры ДНК были так называемые соотношения Чаргаффа — экспериментально определённые соотношения нуклеотидных субъединиц ДНК: количество гуанина равно количеству цитозина и количество аденина равно количеству тимина. Приезд Эрвина Чаргаффа в Англию в 1952 году лишний раз подчеркнул этот важный факт для Уотсона и Крика. Для определения структуры ДНК эти соотношения не находили никакого применения до тех пор, пока Уотсон, занимаясь построением структурных моделей, понял, что А—T и C—G пары структурно похожи. В частности, длины этих пар оснований одинаковы. Чаргафф также заметил Уотсону, что в водной среде клетки преобладающими таутомерами пиримидиновых оснований (C и Т) будут амино- и кето- таутомеры цитозина и тимина, а не иминные и енольные формы, как изначально считали Крик и Уотсон. Они также консультировались с Джерри Донохью, который подтвердил наиболее вероятные структуры нуклеотидных оснований. Азотистые основания удерживались вместе водородными связями — теми же нековалентными взаимодействиями, которые стабилизировали белок α-спирали. Правильные структуры были важны для определения правильного расположения водородных связей. После открытия водородного связывания между парами A:T и C:G, Уотсон и Крик вскоре расставили цепи нуклеотидов антипараллельно в виде двойной спирали, азотистые основания были обращены внутрь спирали и соединялись между собой водородными связями. Тем самым был наглядно представлен способ распаковки двух комплементарных цепей (разрыв водородных связей) в репликации. Возможность репликации была последним требованием к модели генетической молекулы. Впоследствии Крик отметил, что без сотрудничества с Уотсоном он не смог бы найти правильную структуру молекулы ДНК самостоятельно.
Крик предварительно пытался поставить несколько экспериментов для установления закономерностей связывания нуклеотидов между собой, но он был больше биологом-теоретиком, чем экспериментатором. Крик начал думать о взаимодействиях между основаниями. В начале 1952 года он попросил Джона Гриффита вычислить силы притяжения между основаниями ДНК из химических принципов и законов квантовой механики. Наилучшие результаты Гриффит получил при рассмотрении взаимодействий пар А—T и G—C. В то время Крик не знал о правилах Чаргаффа, но эти немногочисленные расчёты навели учёного на мысль о возможной комплементарности азотистых оснований. Окончательные правильные соотношения (A-T, G-C) были получены Уотсоном. Он нарезал из картона детали, моделирующие молекулы пуринов и пиримидинов и стал раскладывать вырезки на столе подобно тому, как Лайнус Полинг открыл альфа-спираль несколькими годами раньше. Уотсон и Крик смогли открыть двойную спираль ДНК благодаря их готовности совмещать теорию, моделирование и экспериментальные результаты (хотя эти результаты были получены другими учёными).
Структура двойной спирали ДНК, предложенная Уотсоном и Криком, основывалась на связях «Уотсона — Крика» между четырьмя основаниями, которые наиболее часто встречаются в ДНК (A, C, T, G) и РНК (A, C, U, G). Однако более поздние исследования показали, что для трёхцепочечных и четырёхцепочечных и других более сложных молекулярных структур ДНК необходим альтернативный вариант связывания — Хугстиновские пары. Кроме того, биохимики-синтетики начали поиск альтернативных синтетических ДНК, построенных из азотистых оснований, отличных от аденина, тимина, цитозина, гуанина. Также предпринимались попытки создать синтетический кодон (последовательность из трёх нуклеотидов, точно определяющая одну аминокислоту), синтетические эндонуклеазы, синтетические белки и синтетические цинковые пальцы. В синтетической ДНК вместо 43 кодонов (из 4 азотистых оснований у природной ДНК) можно получить уже n3 кодонов (из n-азотистых оснований у синтетической ДНК). Новые кодоны могут участвовать в формировании новых аминокислот, которые, в свою очередь, сформируют новые белки.
Датой открытия двойной спирали ДНК считается 28 февраля 1953 года. Статья Уотсона и Крика была опубликована в журнале Nature 25 апреля. Её содержание было дублировано публичным докладом заведующего лабораторией, в которой работали Уотсон и Крик, Уильямом Брэггом, 14 мая. Уже 15 мая о нём была помещена заметка «Why You Are You. Nearer Secret of Life» в лондонской газете News Chronicle. Victor K. McElheny в книге «Watson and DNA: Making a Scientific Revolution» указывает на короткую заметку в газете «The New York Times», состоящую всего из 6 абзацев с названием «Form of ‘Life Unit' in Cell Is Scanned», датированную 16 мая 1953 года. Заметка вышла только в ранних тиражах газеты, затем была заменена на другие новости (затем, 12 июня 1953 года, в «The New York Times» вышла длинная статья об открытии структуры ДНК).
19 марта 1953 года Крик написал своему сыну, который учился в британской школе-интернате, письмо, сообщив о своём открытии. Он начал письмо словами: «Дорогой Майкл, Джим Уотсон и я, вероятно, сделали самое важное открытие…». 10 апреля 2013 года это письмо было продано на аукционе Кристис в Нью-Йорке за 6,059,750 долларов.
Сидни Бреннер, Джек Данитц (Jack Dunitz), Дороти Ходжкин, Лесли Оргел и Берил М. Аутон (Beryl M. Oughton) были одними из первых, кто в апреле 1953 года смог увидеть модель структуры ДНК, построенную Криком и Уотсоном; в то время они работали на химическом факультете Оксфордского университета. Все были впечатлены новой моделью ДНК, особенно Бреннер, который впоследствии работал с Криком в Кембридже в Кавендишской лаборатории и в новой лаборатории молекулярной биологии. Оргел также позже работал с Криком в институте биологических исследований Солка.

### Молекулярная биология
В 1954 году в возрасте 37 лет Крик закончил работу над своей докторской диссертацией: «Дифракция рентгеновских лучей: полипептиды и белки» и получил учёную степень Ph.D. Крик затем работал в лаборатории Дэвида Харкера (David Harker) в Бруклине в политехническом институте, где он продолжал развивать свои навыки в анализе дифракционных данных для белков, работая в основном с рибонуклеазами и механизмами синтеза белка.
После открытия двойной спирали ДНК модели Крик занялся исследованием возможного биологического значения этой структуры. В 1953 году Уотсон и Крик опубликовали ещё одну статью в журнале Nature, в которой говорилось: «Поэтому вполне вероятно, что точная последовательность оснований образует код, который несёт в себе генетическую информацию».
В 1956 году Криком и Уотсоном была предположена структура малых вирусов. Они предположили, что сферические вирусы, такие как вирус кустистой карликовости томатов, имеют симметрию икосаэдра и состоят из 60 идентичных субъединиц.

Крик недолго работал в Нью-Йорке. Он вскоре вернулся в Кембридж, где работал до 1976 года, затем он переехал в Калифорнию. Крик был участником нескольких совместных работ в области рентгеновской дифракции, среди них работа с Александром Ричем по установлению структуры коллагена. Однако Крик вскоре отказался от продолжения работы.
В 1954 году Георгий Гамов основал группу учёных по исследованию роли РНК в качестве посредника между ДНК (хранение генетического материала в ядре клетки) и синтезом белков в цитоплазме («the RNA Tie Club»). Крик понимал, что в РНК должен быть код, в котором есть короткие последовательности нуклеотидов, определяющие конкретную аминокислоту в синтезированном белке. В 1956 году Крик написал неофициальный документ о проблеме генетического кодирования для научной группы Гамова. В этой статье Крик рассмотрел доказательства, подтверждающие мысль о том, что для синтеза белка необходим набор из двадцати аминокислот. Крик предложил, что для кодирования аминокислот должен быть набор малых «адапторных молекул» (adaptor molecules), которые бы соединялись водородными связями с короткими фрагментами нуклеиновой кислоты и аминокислотами, определяющими эти фрагменты. Он также исследовал многие другие варианты, с помощью которых короткие последовательности нуклеиновых кислот могут закодировать 20 аминокислот.
Во второй половине 1950-х годов Крик пытался теоретически определить механизм синтеза белка. К 1958 году он перечислил ключевые особенности процесса синтеза белка:
- генетическая информация хранится в виде молекул ДНК
- матричная РНК содержит информацию для создания одного белка
- адапторные молекулы (adaptor molecules) ставят в соответствие фрагменты матричной РНК с аминокислотами будущего белка
- рибосомо-белковые комплексы (ribonucleic-protein complexes) катализируют сборку аминокислот в белок в соответствии с матричной РНК

Адапторные молекулы (adaptor molecules), как известно сейчас, это транспортные РНК (тРНК), а каталитические рибосомо-белковые комплексы (ribonucleic-protein complexes) сейчас называются просто рибосомами. Позднее (в 1960 г.) важным шагом стало понимание, что матричная РНК не была такой же, как рибосомальная РНК. В своей статье в 1958 г. Крик предположил, как это делали и другие учёные, что триплеты нуклеотидов могут кодировать аминокислоты. Такой код получается «вырожденным», с 4 × 4 × 4 = 64 триплетами из четырёх нуклеотидных субъединиц для 20 аминокислот. Некоторые аминокислоты могут кодироваться несколькими триплетами. Крик также изучил другие коды, в которых, по разным причинам, не все триплеты из 64 были использованы. Для дальнейшей работы Крику были необходимы экспериментальные результаты: теория сама по себе не могла разгадать природу кода.
Крик впервые ввёл термин «центральная догма» молекулярной биологии (который используется и сегодня) для представления одностороннего перехода генетической информации по механизму:

ДНК —> РНК — > белок

«Информация передаётся от нуклеиновых кислот к белку, но не в обратном направлении».

Некоторые критики считали, что, используя слово «догма», Крик подразумевал, что это правило не может быть поставлено под сомнение (хотя убедительных доказательств он не привёл). Крик выделил три составляющие любого биологического процесса: материальная, энергетическая, информационная. В своих работах Крик акцентировал внимание именно на последней составляющей.
Доказательства того, что генетический код — вырожденный код триплетов нуклеотидов, пришли из экспериментов по генетике, некоторые из которых были выполнены Криком. Особенности генетического хода стали понятны благодаря работам Маршалла Ниренберга (англ. Marshall Nirenberg) и других учёных, которые синтезировали молекулы РНК и использовали их в качестве шаблонов для синтеза белка in vitro.

## Дискуссия
До сих пор не ясно, как повлияло использование Уотсоном и Криком дифракционных рентгеновских данных ДНК, собранных Розалинд Франклин и её учеником Раймондом Гослингом, на открытие структуры. Дискуссия возникла из-за того, что некоторые из неопубликованных данных Франклин были использованы без её ведома и согласия Уотсоном и Криком в модели двойной спирали ДНК. Из четырёх исследователей ДНК только у Розалинд Франклин была учёная степень в области химии: Уилкинс и Крик были физиками, а Уотсон — молекулярным биологом.
Перед публикацией структуры двойной спирали Уотсон и Крик практически не делились своими результатами с Франклин. Однако им было известно о её работе. Уотсон присутствовал на её лекции в ноябре 1951, где Франклин представила две формы молекулы ДНК (тип А и тип В). Там же обсуждалось положение фосфатных групп на внешней части молекулы. Франклин также указала на количество воды, которое можно найти в молекуле — эти данные имеют большое значение в плане стабильности молекулы. Франклин была первой, кто открыла и сформулировала эти факты, которые составили основу для всех последующих попыток построить модель молекулы. До этого как Лайнус Полинг, так и Уотсон с Криком предложили ошибочные модели. Её определение пространственной группы кристаллов ДНК помогло Крику догадаться, что две нити ДНК в молекуле расположены антипараллельно.
В январе 1953 года Морис Уилкинс показал Джеймсу Уотсону рентгеновский снимок B-формы ДНК (фото 51). Уилкинс, в свою очередь, получил эту фотографию от аспиранта Розалинды Франклин Раймонда Гослинга. Уилкинс и Гослинг работали вместе в Совете по медицинским исследованиям под руководством Джона Рэндалла. Скорее всего, Рэндалл не сообщил Совету о назначении Франклин руководителем дипломной работы Гослинга, тем самым способствуя путанице и трениям между Уилкинсом и Франклин.
В середине февраля 1953 года научный руководитель Крика Макс Фердинанд Перуц показал Уотсону и Крику годовой отчёт Совета по медицинским исследованиям с обзором работ всех сотрудников, включая Р. Франклин.
Франклин не знала, что «фотография 51» и другие её научные результаты были известны Крику и Уотсону. Она подготовила три черновые статьи, в двух из которых была включена двойная спиральная структура ДНК. Её рукописи по А-форме ДНК достигли Acta Crystallographica в Копенгагене 6 марта 1953 года, за один день до того, как Крик и Уотсон завершили свою модель.
Рентгенограммы, собранные Гослингом и Франклин — лучшее доказательство спиральной структуры ДНК. Таким образом, экспериментальная работа Франклин оказалась решающим результатом в открытии Уотсона и Крика. Она также оценила содержание воды в кристаллах ДНК, и эти результаты объясняли, что сахарофосфатный остов находится на внешней стороне спирали. Хотя Франклин в разговорах с коллегами категорически не признавала спиральную структуру ДНК, в своих черновиках, представленных в 1953 году, она выступает за двойную спиральную структуру ДНК.
Таким образом, у Уотсона и Крика было три источника неопубликованных данных Франклин: 1) её лекция в 1951 году с участием Уотсона; 2) обсуждение Франклин своих результатов с Уилкинсом, который работал в той же лаборатории 3) отчёт Франклин о проделанной работе за 1952 год.
На заключительном этапе создания модели Фрэнсис Крик и Джеймс Уотсон предложили Морису Уилкинсу стать соавтором работы, описывающей структуру ДНК. Уилкинс отказался от этого предложения, так как он не принимал участия в построении модели. В результате соглашения, заключённого между заведующими двух лабораторий, статьи Уилкинса и Франклин, которые включали данные по рентгеновской дифракции, были изменены и затем напечатаны второй и третьей в том же номере Nature, казалось бы, только в поддержку теоретической работы Крика и Уотсона, в которой была предложена модель формы «В» молекулы ДНК.
Карикатура на Франклин (нарисованная Уотсоном) в двойной спирали (сделанная после смерти Франклин, когда законы о диффамации не применялись) отрицательно характеризовала Франклин как помощницу Уилкинса и обозначала её неспособность интерпретировать свои же собственные результаты.
Когда Розалинда Франклин ушла из Королевского колледжа, сэр Джон Рэндалл настаивал, что все работы по ДНК принадлежат исключительно Совету по медицинским исследованиям. Франклин впоследствии сделала превосходную работу в Беркбек-колледже по исследованию вируса табачной мозаики.

## Нерелигиозные предпочтения
Крик называл себя гуманистом, который верит в то, «что на человеческие проблемы должны и будут смотреть с точки зрения человеческих моральных и интеллектуальных ресурсов без привлечения сверхъестественных сил». Он публично призвал в гуманизме заменить религию в качестве направляющей силы для человечества, написав:

«Проблема человечества не нова. Мы находимся, сами того не желая, на этой медленно вращающейся планете в тёмном углу обширной вселенной. Наш вопрос к разуму не позволит нам жить подобно коровам. У нас есть глубокая потребность знать, почему мы здесь. Как устроен этот мир? И что более важно, как устроены люди? В прошлом религия ответила на эти вопросы, часто достаточно подробно. Теперь мы знаем, что почти все эти ответы, весьма вероятно, ерунда, возникшая от незнания человека и его огромного потенциала для самообмана… Это простые басни мировых религий пришли, чтобы стать сказками для детей. Несмотря на символическую понятность, они часто неправильны, если не достаточно неприятны… Затем гуманисты жили в таинственном, интересном и интеллектуально расширяющемся мире, мимолётное впечатление от которого делает старые миры религий приятными и чёрствыми фальшивками…»:

Крик был критиком христианства:

«Я не уважаю христианские верования. Я думаю, что они смешны. Если бы мы могли избавиться от них, мы бы гораздо быстрее добрались до серьёзной проблемы, пытаясь выяснить, как устроен мир…»:

Крик как-то пошутил: «Про христианство можно говорить со взрослыми людьми в приватной беседе, но не нужно этому учить маленьких детей».
В своей книге «О молекулах и людях» (Of Molecules and Men) Крик изложил свои взгляды на отношения между наукой и религией. После предположения, что однажды компьютер можно будет запрограммировать таким образом, что у него будет душа, он задался вопросом: в какой момент времени биологической эволюции человек получает душу? В какой момент рождения ребёнок может получить душу? Крик высказал мнение, что идея нематериальной души, которая могла бы войти в тело, а затем сохраниться после смерти, — воображаемая идея. Разум для Крика — продукт физической активности мозга, а мозг развивался естественным путём в течение миллионов лет. Он понимал, что очень важно, чтобы теория эволюции путём естественного отбора преподавалась в школах. Он также сожалел, что в английских школах религиозное воспитание было обязательным. По мнению Крика, новая научная картина мира стремительно создаётся. Он предсказал, что вскоре выявятся ошибочные христианские понятия о природе человека; традиционные представления о «душе» будут заменены на новые представления о физической основе разума. Себя Крик характеризовал как скептика и агностика с «сильной склонностью к атеизму».
В 1960 году Крика пригласили на стажировку в Колледж Черчилл. У этого колледжа не было часовни. Через некоторое время благодаря большим пожертвованиям было решено её построить. Крик вышел в отставку в знак протеста.
В октябре 1969 года Крик принял участие в праздновании 100-летия журнала Nature, в котором он попытался сделать некоторые прогнозы о достижениях молекулярной биологии в ближайшие 30 лет. Его рассуждения были позже опубликованы в Nature. В конце статьи Крик кратко упомянул о поиске жизни на других планетах, он надеялся, что внеземная жизнь будет найдена к 2000 году. Он также предложил новое направление для исследований, которое он назвал «биохимической теологией». Крик писал: «к молитве прибегает столь много людей, что трудно поверить, что она не приносит им удовлетворения».
Крик считал, что удастся найти химические изменения в мозге на уровне некоторых нейромедиаторов или нейрогормонов, происходящие во время акта молитвы. По его мнению, это могли быть такие вещества, как дофамин, которые выбрасываются в мозг при определённых условиях и производят приятные ощущения. Новая наука, «биохимическая теология», предложенная Криком, появилась в настоящее время под альтернативным названием — «нейротеология» . Взгляды Крика на взаимосвязь науки и религии продолжали играть важную роль и оказывать влияние на его работу: так, он сделал переход от исследований на молекулярном уровне биологии к исследованиям в области теоретической нейробиологии.
В 1998 году Крик задался вопросом: «…если часть Библии явно ошибочна, то почему оставшаяся часть должна приниматься автоматически? … А что было бы важнее, чем найти своё истинное место во Вселенной, удаляя по одному эти несчастные остатки прежних верований?» "
В 2003 году был одним из 22 лауреатов Нобелевской премии, подписавших Гуманистический манифест.

## Направленная панспермия
В 1960-х Крик начал размышлять о происхождении генетического кода. В 1966 году он выступал вместо Лесли Оргела на встрече, где последний должен был говорить о происхождении жизни. Крик выдвинул гипотезу о возможных стадиях, по которым изначально простой код с несколькими типами аминокислот развился в более сложный код, используемый существующими организмами. В то время из ферментов были известны только белки, рибозимы ещё не были найдены. Многие молекулярные биологи были озадачены проблемой происхождения реплицирующей системы белка, которая существует в организмах, населяющих Землю в настоящее время. В начале 1970-х Крик и Оргел определили, что производство живых систем из молекул — очень редкое событие во Вселенной. Но достаточно одного такого события на всю Вселенную, чтобы живые системы могли посредством репликации и космических путешествий достигнуть нашей планеты. Этот процесс переноса живых систем они назвали «направленной панспермией» (directed panspermia). В своей статье Крик и Оргел выразили своё мнение, что шансы на абиогенез (превращение неживой природы в живую) на Земле были ничтожно малы.
В 1976 году Крик был соавтором статьи «Гипотеза происхождения белкового синтеза» («A speculation on the origin of protein synthesis») совместно с Сидней Бреннер, Аароном Клугом и Джорджем Пикзеником. В статье рассмотрено предположение, что синтез белков на этапе формирования жизни был возможен и без рибосом при выполнении следующих условий: тРНК должна иметь две конфигурации и связываться с мРНК пятью водородными связями (а не тремя).

## Нейрология и другие интересы
Работа Крика в Кембриджском университете стала вершиной его долгой научной карьеры, но он покинул Кембридж в 1977 г., после 30 лет работы ему предложили стать директором (но он впоследствии отказался) колледжа Гонвилла и Киза. Джеймс Уотсон выдвинул претензию на Кембриджской конференции, отмечающей 50-ю годовщину открытия структуры ДНК в 2003 году: «Теперь, возможно, это хорошо держится в секрете, что одним из самых непонятных действий Кембриджского университета в прошлом веке был отказ в назначении Фрэнсиса Крика профессором Генетики в 1958 году. Возможно, была серия аргументов, которые заставили их отклонять кандидатуру Фрэнсиса». Его крупный вклад в молекулярную биологию в Кембридже хорошо зарегистрирован в Истории Кембриджского университета: Том 4 (1870—1990), издательство Кембриджского университета в 1992.
Согласно официальному сайту кафедры генетики Кембриджского университета, на выборах профессора не смогли достигнуть согласия, что подтолкнуло к вмешательству университетского вице-канцлера лорда Эдриана. Лорд Эдриан сначала предложил профессорство компромиссной кандидатуре, Гидо Понтекорво (англ. Guido Pontecorvo). Но тот вскоре отказался, а затем и Крик отказался от должности профессора.
В 1976 г. Крик взял академический отпуск в институте биологических исследований Солка в Ла-Хойе в Калифорнии. Крик был нерезидентным членом Института с 1960. Крик писал: «Я чувствовал себя как дома в южной Калифорнии». После творческого отпуска Крик покинул Кембридж, чтобы продолжить работу в Институте Солка. Он был также профессором в Калифорнийском университете в Сан-Диего. Он самостоятельно изучил нейроанатомию и много других областей нейробиологии. Ему потребовалось несколько лет, чтобы отойти от молекулярной биологии. Это было непросто, поскольку появлялись новые захватывающие открытия, включая открытие альтернативного сплайсинга и открытие эндонуклеаз-рестрикции, которые помогли создать генную инженерию. В конечном счёте, в 1980-х, Крик смог уделить полное внимание другому интересу — сознанию. Его автобиографическая книга «Что ищет сумасшедший: Личное представление о научном открытии» (What Mad Pursuit: A Personal View of Scientific Discovery), включает описание того, почему он оставил молекулярную биологию и переключился на нейробиологию.
После освоения в теоретической нейробиологии Крик был поражён несколькими вещами:
- существование изолированных разделов науки в пределах нейробиологии с небольшими контактами между ними,
- много людей, которые интересовались поведением, рассматривали мозг как чёрный ящик,
- сознание рассматривалось как запретная тема многими нейробиологами.

Крик надеялся, что он сможет помочь развитию неврологии, продвигая конструктивное взаимодействие между специалистами из разных поддисциплин. Он даже сотрудничал со специалистами в области нейрофизиологии, например, с Патрицией Чёрчленд. В 1983 году по результатам исследований компьютерных моделей нейронных сетей Крик и Митчисон (англ. Mitchison) показали, что быстрый сон необходим, чтобы удалить определённые режимы взаимодействий в сетях клеток в коре головного мозга млекопитающих; они назвали этот процесс — «обратным обучением». На заключительном этапе своей карьеры Крик вместе с Кристофом Кохом опубликовали серию статей о сознании (1990—2005). Крик пытался понять, как сознание в течение нескольких сотен миллисекунд при просмотре сцены запоминает её. Крик и Кох понимали, что процессы кратковременной памяти пока ещё плохо изучены, поэтому сознание кажется очень сложным. Крик также опубликовал книгу, описывающую нейробиологию как достаточно самостоятельную науку, сознание — предмет изучения нейробиологии на молекулярном, клеточном и поведенческом уровнях. Книга Крика «Удивительные гипотезы» — это книга об инструментах, которые необходимы нейробиологии, чтобы объяснить, как мозг порождает сознание. Крик скептически относился к значению вычислительных моделей, основанных на психической функции, которые не основывались на подробной информации о структуре мозга.

## Отзывы о Крике
В контексте сделанного совместно с Уотсоном открытия двойной спирали Крика часто описывают как очень разговорчивого, не боящегося высказывать идеи человека. Благодаря характеру и научным достижениям Крик сумел повлиять как на тех людей, кто занимался наукой, так и на тех, кто ею не занимался. Крик обычно говорил быстро и довольно громко, у него был громкий и заразительный смех и хорошее чувство юмора. Один коллега из Института Солка описал его как «интеллектуальную электростанцию с лукавой улыбкой в состоянии мозгового штурма…. Фрэнсис никогда не был подл, он мог только острить. Он находил микроскопические недостатки в логике. В комнате, где было много учёных, Фрэнсис постоянно добивался положения чемпиона».

### Евгеника
Крик иногда выражал своё мнение о евгенике, обычно в личных письмах. Например, он выступал за форму проявления евгеники, в которой богатым семьям будет предпочтительно иметь больше детей. Он как-то заметил: «В конечном счёте, общество начнёт беспокоиться о следующих поколениях … на данный момент, это не тот предмет, о котором можно легко сделать выводы, потому что у людей слишком много религиозных убеждений, и пока у нас нет более равномерного взгляда на самих себя, я думаю, было бы рискованно пытаться что-нибудь сделать на пути евгеники … Я бы удивился, если в ближайшие 100 или 200 лет, общество не смирилось бы с мнением, что оно должно пытаться помочь следующим поколениям в какой-то степени или тем или иным образом».

### Креационизм
Крик был ярым критиком креационизма. В 1987 году Верховный суд Соединённых Штатов в деле Эдвардса против Агиллара (Edwards v. Aguillard case) признал несоответствующим Конституции страны обязательное преподавание в школах «научного креационизма». Крик присоединился к другим нобелевским лауреатам, которые советовали: «Научному креационизму нет места в школах». Крик также предлагал сделать День Дарвина британским национальным праздником.

## Признание

### Награды, премии, другие отличия
- 1959 год — член Лондонского королевского общества[96]
- 1960 год — Премия Альберта Ласкера за фундаментальные медицинские исследования, «For revealing the structure of the DNA molecule.»
- 1961 год — Grand Prix Charles-Leopold Mayer[англ.]
- 1962 год — Международная премия Гайрднера
- 1962 год — Нобелевская премия по физиологии или медицине, «За открытия, касающиеся молекулярной структуры нуклеиновых кислот и их значения для передачи информации в живых системах.»
- 1964 год — член EMBO
- 1969 год — иностранный член Национальной академии наук США[97]
- 1972 год — Королевская медаль, «In recognition of his elucidation of the structure of DNA and his continuing contribution to molecular biology.»
- 1975 год — Медаль Копли, «In recognition of his elucidation of the structure of DNA and his continuing contribution to molecular biology.»
- 1987 год — Медаль Альберта, «For his contributions to molecular and cell biology.»
- 1991 год — Орден Заслуг
- 2003 — UCSD/Merck Life Sciences Achievement Award (первый удостоенный)

### Лекции в честь Фрэнсиса Крика
Лекции в честь Фрэнсиса Крика читаются с 2003 года на пожертвования коллеги Крика, Сиднея Бреннера — Нобелевского лауреата по физиологии и медицине в 2002 году. Предпочтение отдаются лекциям по тем областям знаний, в которые внёс вклад Фрэнсис Крик, хотя допускаются чтения лекций из любой области биологической науки. Также предпочтение отдаётся молодым лекторам (до 40 лет).

### Институт Фрэнсиса Крика
В настоящее время институт биологических исследований находится на стадии строительства и расположен в Лондоне в Великобритании. Институт Фрэнсиса Крика строится за счёт спонсоров: Cancer Research U.K., Имперского колледжа в Лондоне, Королевского колледжа в Лондоне, Совета по медицинским исследованиям, Университетского колледжа Лондона и Wellcome Trust. После завершения строительства в 2015 году это будет самый большой центр для медико-биологических исследований в Европе.

### Памятники
- Надпись на спиральной скульптуре ДНК (которая была подарена Джеймсом Уотсоном) в Клэр-колледже в Кембридже гласит: «Структура ДНК была открыта в 1953 году Фрэнсисом Криком и Джеймсом Уотсоном, в это время Уотсон жил здесь на Клэр», на основании скульптуры была надпись: «Модель двойной спирали поддержали работы Розалинд Франклин и Мориса Уилкинса.»
- Другая скульптура под названием «Открытие» художника Люси Глендиннинга была установлена во вторник, 13 декабря 2005 года на улице Абингтон, Нортгемптон. Председатель фонда Уилсона Линн Уилсон (умер в 2008 году) говорил: «Скульптура воспевает жизнь мирового учёного, которого, безусловно, можно считать известнейшим жителем города Нортгемптон всех времён. Открыв структуру ДНК, он открыл будущее генетики и алфавит жизни».
- Кроме того, Крик был членом Королевского общества, членом Международной академии гуманизма и членом CSICOP.
- Витраж с изображением спиральной структуры B-ДНК в честь Фрэнсиса Крика в столовой колледжа Гонвилла и Киза в Кембридже.
- Медаль Бенджамина Франклин за выдающиеся достижения в науках Американского философского общества (2001), вместе с Джеймсом Д. Уотсоном[101].

## Книги Крика
- Of Molecules and Men («О молекулах и людях»): Prometheus Books, 2004; original edition 1967
- «Жизнь как она есть: её происхождение и сущность»: Институт компьютерных исследований, 2002 (Life Itself: Its Origin and Nature: Simon & Schuster, 1981)
- What Mad Pursuit: A Personal View of Scientific Discovery («До чего же дикая погоня: личное представление о научном открытии»): Basic Books reprint edition, 1990
- The Astonishing Hypothesis: The Scientific Search For The Soul («Удивительные гипотезы: научный поиск души»): Scribner reprint edition, 1995